# NGC 1027
NGC 1027 је расејано звездано јато у сазвежђу Касиопеја које се налази на NGC листи објеката дубоког неба.
Деклинација објекта је + 61° 35' 42" а ректасцензија 2h 42m 36,0s. Привидна величина (магнитуда) објекта NGC 1027 износи 6,7. NGC 1027 је још познат и под ознакама IC 1824, OCL 357.